# Investigação sobre os Princípios da Moral
Uma Investigação sobre os Princípios da Moral (em inglês: An Inquiry Concerning the Principles of Morals (EPM)) é um livro do filósofo iluminista escocês David Hume. Nele, Hume argumenta (entre outras coisas) que os fundamentos da moral estão no sentimento, não na razão.
Uma Investigação sobre os Princípios da Moral é a investigação subsequente à Investigação sobre o Entendimento Humano (EHU). Assim, é muitas vezes referido como "o segundo inquérito". Foi publicado originalmente em 1751, três anos após o primeiro Inquérito. Hume discute pela primeira vez a ética em Um Tratado da Natureza Humana (no Livro 3 - "Da Moral"). Mais tarde, ele extraiu e expôs as idéias que propôs em sua segunda pesquisa. Em sua curta obra autobiográfica, Minha Própria Vida (1776), Hume afirma que sua segunda Investigação é "de todos os meus escritos, históricos, filosóficos ou literários, incomparavelmente os melhores".